# Jean-René Lisnard
Jean-René Lisnard (* 25. září 1979, Cannes, Francie) je monacký profesionální tenista francouzského původu. Ve své dosavadní kariéře na okruhu ATP World Tour nevyhrál žádný turnaj.
Na žebříčku ATP byl nejvýše ve dvouhře klasifikován v lednu 2003 na 81. místě a ve čtyřhře pak v září 2007 na 171. místě. K roku 2011 jej trénoval Guillaume Couillard.
Na Evropských hrách malých států získal v letech 2007 a 2009 zlaté medaile ve dvouhře a čtyřhře.